# Moïto
Moïto è una città e sottoprefettura del Ciad situata nel dipartimento di Ngoura, provincia di Hadjer-Lamis.